# Jouanne
La Jouanne è un fiume della Francia centro-occidentale che scorre per gran parte del suo percorso nella regione dei Paesi della Loira. È un affluente della Mayenne sulla riva sinistra, quindi un sub-affluente della Loira dalla Mayenne e dal Maine.
È probabile che il nome Jouanne faccia riferimento alla forma gallica "div-onna" (acqua divina).

## Percorso
Solo nel dipartimento di Mayenne, la Jouanne attraversa sedici comuni e cinque cantoni: Sainte-Gemmes-le-Robert (foce), Évron, Mézangers, Neau, Saint-Christophe-du-Luat, Brée, Montsûrs, Gesnes, Saint-Céneré, Argentré, Bonchamp-lès-Laval, Louvigné, Parné-sur-Roc, Forcé, Entrammes, L'Huisserie.
Per quanto riguarda i cantoni, la Jouanne ha la sua fonte nel cantone di Évron, attraversa il cantone di Montsûrs, il cantone di Argentré, il cantone di Laval-Est e confluisce nella Mayenne nel cantone di Saint-Berthevin, il tutto nell'arrondissement di Laval.

## Galleria d'immagini

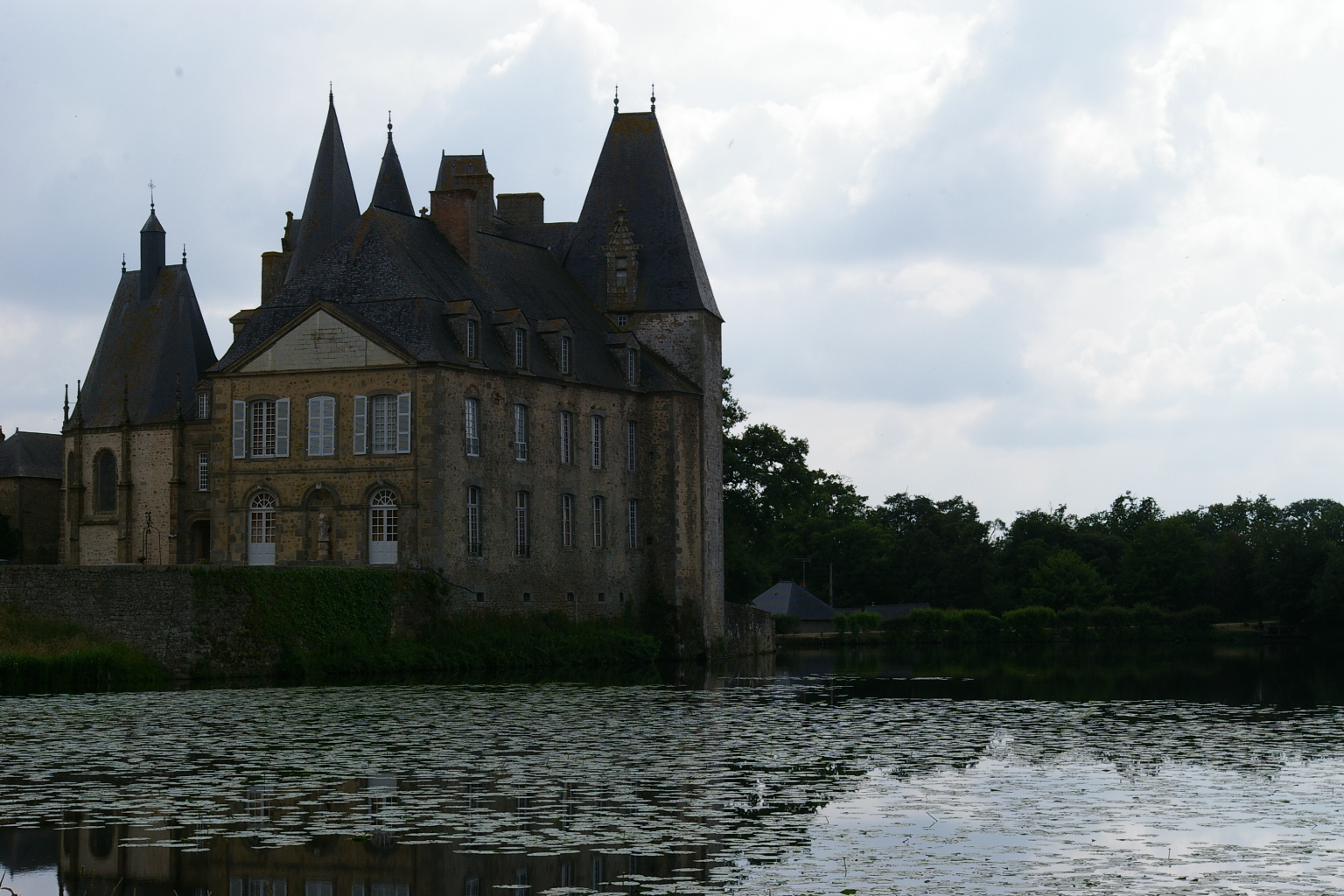
Il castello di Rocher, a Mézangers, sulla Jouanne.
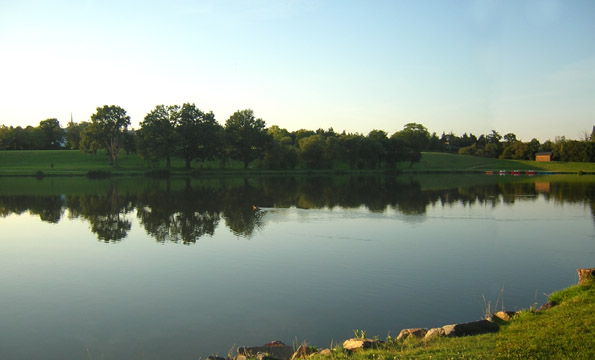
Uno scorcio del fiume ad Argentré.